# Бенратская Рейнская равнина
51°10′02″ с. ш. 6°53′50″ в. д.
Бенратская Рейнская равнина (нем. Benrather Rheinebene) — природно-территориальный (ландшафтный) комплекс 5-го порядка в Германии с классификационным номером 551.11 (земля Северный Рейн-Вестфалия, у города Дюссельдорф).

## Географическое положение
Природно-территориальный комплекс (ПТК) "Бенратская Рейнская равнина" выделен на карте №№ 108-109 масштаба 1:200 000 (Дюссельдорф-Эркеленц) в 1963 году. Он обозначен под номером 551.11. В свою очередь, изданию карты предшествовали ландшафтно-географические изыскания, изложенные в многотомном труде "Справочник по естественно-географическому делению Германии". Непосредственно полевые и камеральные работы на этом участке проводил географ Кёльнского университета Карлхайнц Паффен с помощниками Адольфом Шюттлером и Генрихом Мюллером-Мини.
В эту территорию включены административные районы южного Дюссельдорфа (Химмельгайст, Иттер, Хольтхаузен, Эллер, Райсхольц, Хассельс, Бенрат (он занимает центральное положение в ПТК, отсюда и название природно-территориального комплекса), Гарат, Хеллерхоф), город Монхайм на Рейне и западные части городов Лангенфельд и Хильден.
Все границы имеют чёткие природные рубежи, за исключением небольшого северного участка внутри Дюссельдорфа. На севере, в пределах Дюссельдорфа, Бенратская Рейнская равнина граничит с природно-территориальным комплексом 575.30 (Дюссельдорфско-Дуйсбургская Рейнская равнина). На западе и юге граница проходит с ПТК 551.21 (Рейнская пойма Дормагена). Здесь же, на юге, небольшой участок граничит с ПТК 550.11 (Устье Вуппера). Весь восток Бенратской Рейнской равнины граничит с ПТК 550.12 (Средние террасы Хильдена).

## Геология и рельеф
В основу выделения природно-территориального комплекса "Бенратская Рейнская равнина" положен геолого-геоморфологический принцип. ПТК соответствует 1-й (молодой) надпойменной террасе Рейна, сформированной примерно 11-10 тысяч лет назад, во время отступления в Скандинавию последнего европейского (Вюрмского) ледникового покрова. Бенратская Рейнская равнина имеет чёткие уступы в рельефе, по которым она граничит как с регулярно затопляемой поймой Рейна (ПТК 551.21), так и с более высокой 1-й (старой) надпойменной террасой Рейна (ПТК 550.12), сформированной ранее (12-11 тысяч лет назад).
Рейнские речные отложения ПТК (пески, гравий, галька, суглинки, торф) подстилаются морскими хорошо отсортированными песками верхнего олигоцена. В толще речных отложений встречаются прослойки пемзы, оставленные активно извергавшимся супервулканом, на месте которого сейчас находится кальдера озера Лаах.
На Бенратской Рейнской равнине были заложены многие карьеры по добыче песчано-гравийно-галечных смесей, которые послужили основой для возрождения разрушенных войной Дюссельдорфа и его городов-спутников.
Слегка холмистый, преимущественно плоский рельеф равнины привёл к значительной плотности населения и вся западная прирейнская часть ПТК является одной урбанизированной территорией. Эти же преимущества рельефа способствовали транспортному освоению территории. Здесь проложена скоростная пассажирская многопутная железная дорога, соединяющая Дюссельдорф с Кёльном. Здесь же проходит полотно автобана А 59, соединяющего Дюссельдорф с Леверкузеном.

## Климат и внутренние воды
Согласно классификации климатов Кёппена, климат Бенрата и ПТК в целом является умеренным морским (Cfb). За год в среднем выпадает значительное количество осадков (более 800 мм) и никогда не бывает сухих сезонов. Средняя годовая температура приземного слоя воздуха составляет + 10.1°С. Средняя температура самого холодного месяца года (января) положительная, поэтому природно-территориальный комплекс характеризуется как правило бесснежной зимой и круглогодичной (частично ограниченной) вегетацией растительного покрова. Листопадные растения на зиму сбрасывают листву. В целом зима прохладная с высокой влажностью воздуха, весна затяжная до июня, лето тёплое и короткое, осень затяжная до середины декабря.
| Показатель                    | Янв. | Фев. | Март | Апр. | Май  | Июнь | Июль | Авг. | Сен. | Окт. | Нояб. | Дек. | Год  |
| ----------------------------- | ---- | ---- | ---- | ---- | ---- | ---- | ---- | ---- | ---- | ---- | ----- | ---- | ---- |
| Средний суточный максимум, °C | 4,4  | 5,5  | 10   | 14,3 | 19   | 22   | 23,5 | 23,3 | 20,1 | 14,5 | 8,9   | 5,3  | 14,2 |
| Средняя температура, °C       | 1,8  | 2,5  | 6    | 9,4  | 13,6 | 16,6 | 18,4 | 18,1 | 15,3 | 10,6 | 6,2   | 2,9  | 10,1 |
| Средний суточный минимум, °C  | −0,8 | −0,4 | 2,1  | 4,6  | 8,3  | 11,3 | 13,4 | 13   | 10,5 | 6,7  | 3,5   | 0,6  | 6,1  |
| Норма осадков, мм             | 66   | 51   | 61   | 54   | 70   | 85   | 77   | 75   | 64   | 62   | 66    | 73   | 804  |
| Источник:                     |      |      |      |      |      |      |      |      |      |      |       |      |      |

Водная сеть представлена небольшими ручьями, пересекающими ПТК в направлении к Рейну. Они прорезали в ровной поверхности равнины небольшие лощины. Среди ручьёв выделяются Иттер, Галькхаузер Бах, Урденбахер Альтрайн и Гаратер Мюленбах. Все эти водотоки расположены в северной половине ПТК. В его южной части крупных ручьёв нет.
Озёр достаточно много и практически все имеют искусственное происхождение, заполнившими отработанные карьеры по добыче песка и гравия. Все они закрыты для свободного посещения и используются для платного отдыха и вылова рыбы. Из наиболее крупных можно назвать Монхаймер Баггерзее и Гросер Лаахер Зее.

## Почвы, растительность и животный мир
Выделены два типа почв, сформировавшихся на 1-й (молодой) надпойменной террасе Рейна. Наиболее распространённой является лёссовая коричневая, называемая здесь парабраунэрде. В лесах распространены подзолистые почвы. Изредка встречаются болотно-глеевые почвы. Общая мощность почвенного слоя не превышает 1.5 метра.
До того, как хозяйственная деятельность людей вмешалась в естественное равновесие природной среды, ландшафт Бенратской Рейнской равнины представлял из себя сплошной лесной покров, богатый видовым разнообразием. К настоящему времени от естественных лесов остались ограниченные участки, а основная территория занята или городскими постройками, или распаханными сельскохозяйственными угодьями. Часть территории занята рудеральной флорой (вдоль рельсовых путей или у складских помещений). В идеальном состоянии территория могла быть представлена двумя типами растительного покрова: в западной части, ближе к Рейну — буковыми лесами с травяной подстилкой, а в восточной части — дубово-грабовыми лесами с редким травяным покровом из звездчатки.
В лесах, протягивающихся узкой цепью от Эллера до Лангенфельда обитают крупные животные, например косули и дикие кабаны, привыкшие жить посреди человеческого сообщества. Свободно чувствуют себя здесь и водоплавающие: белые и чёрные лебеди, дикие гуси и утки.

## Охрана природы
Несмотря на высокую плотность населения и значительную хозяйственную деятельность на Бенратской Рейнской равнине выделено шесть крупных природоохранных территорий, которые можно назвать условно заповедными, поскольку здесь разрешено находиться людям (туризм) и в определённых ограниченных рамках заниматься сельским или лесным хозяйством.
| Природоохранные территории Бенратской Рейнской равнины | Природоохранные территории Бенратской Рейнской равнины | Природоохранные территории Бенратской Рейнской равнины | Природоохранные территории Бенратской Рейнской равнины                                       | Природоохранные территории Бенратской Рейнской равнины | Природоохранные территории Бенратской Рейнской равнины | Природоохранные территории Бенратской Рейнской равнины |
| Номер                                                  | Шифр                                                   | Фотография                                             | Название                                                                                     | Местоположение                                         | Площадь в га                                           | Год образования                                        |
| ------------------------------------------------------ | ------------------------------------------------------ | ------------------------------------------------------ | -------------------------------------------------------------------------------------------- | ------------------------------------------------------ | ------------------------------------------------------ | ------------------------------------------------------ |
| 1                                                      | D-001                                                  |                                                        | Эллер Форст (Лес Эллер / Eller Forst).                                                       | Дюссельдорф-Эллер                                      | 95                                                     | 1935                                                   |
| 2                                                      | D-002                                                  |                                                        | Драйэксвайхер (Гибкий Треугольник / Dreiecksweiher).                                         | Дюссельдорф-Хассельс                                   | 85                                                     | 1984, расширен в 1993                                  |
| 3                                                      | D-008                                                  |                                                        | Парквальд Бенрат (Парковый лес Бенрат / Parkwald Benrath).                                   | Дюссельдорф-Бенрат                                     | 60                                                     | 1992                                                   |
| 4                                                      | ME-004                                                 |                                                        | Монхаймер Баггерзее (Монхаймское карьерное озеро / Monheimer Baggersee).                     | Монхайм на Рейне                                       | 71                                                     | 1981                                                   |
| 5                                                      | ME-015                                                 |                                                        | Эркхаусзее (Домашнее озеро Эрк / Oerkhaussee).                                               | Хильден                                                | 26                                                     | 1984                                                   |
| 6                                                      | ME-019                                                 |                                                        | Альтабграбунг Клингенбергер (Старые раскопки в Клингенбергере / Altabgrabung Klingenberger). | Лангенфельд                                            | 26                                                     | 1984                                                   |

Кроме этого, под защитой государства находятся десятки биотопов, охраняемые аллеи вдоль дорог и улиц, а также отдельные очень старые или исторические деревья.